# Johann Hillern Taaks
Johann Hillern Taaks (* 6. Juni 1821 in Norden (Ostfriesland); † 15. Februar 1886 ebenda) war ein deutscher Jurist und Politiker.

## Leben
Als Sohn eines Hofmedikus und Landesphysikus geboren, ging Taaks auf das Gymnasium in Norden. Im Anschluss studierte er Rechtswissenschaften in Göttingen. Während seines Studiums wurde er 1841 Mitglied des Corps Frisia Göttingen.
Nach seinem Studium wurde er 1848 Auditor in Norden. 1851 war er als supplematorischer Amtsassessor tätig, 1852 als Gerichtsassessor am Obergericht Aurich. Von 1853 bis 1866 war er Bürgermeister von Norden. Nachdem er 1866 wegen preußenfeindlicher Äußerungen verwarnt worden war, wurde er 1869 Landschaftsrat.
In den Jahren 1857 bis 1858 war Taaks Mitglied der Zweiten Kammer der Hannoverschen Ständeversammlung. 1882 gehörte er dem Provinziallandtag der Provinz Hannover an.